# Gare de Thennes - Castel
 (janvier 2023).
Si vous disposez d'ouvrages ou d'articles de référence ou si vous connaissez des sites web de qualité traitant du thème abordé ici, merci de compléter l'article en donnant les références utiles à sa vérifiabilité et en les liant à la section « Notes et références ».
La gare de Thennes - Castel est une ancienne gare ferroviaire française, située au village de Castel, sur le territoire de la commune de Moreuil, près de Thennes, dans le département de la Somme, en région Hauts-de-France.

## Situation ferroviaire
Établie à 35 m d'altitude, la gare de Thennes - Castel est située au PK 135,060 de la ligne d'Ormoy-Villers à Boves, entre les gares ouvertes de Moreuil et de Thézy-Glimont.

## Histoire
La gare est fermée en 1940. Elle devient alors une simple halte, qui est à son tour fermée dans les années 1980.